# Flamen Martialis
De flamen Martialis was in de Romeinse religie de hogepriester (flamen) van de officiële staatscultus van Mars, de god van de oorlog. Hij was een van de flamines maiores, de drie hogepriesters, die de meest belangrijke van de vijftien flamines. De flamen Martialis leidde openbare rituelen op de aan Mars geweide dagen. Tot zijn taken behoorde het ritueel zwaaien met de heilige speren van Mars, wanneer het Romeins leger zich op de oorlog voorbereidde.
Net als de andere flamines maiores, was ook de flamen Martialis een patriciër en verplicht om door confarreatio te trouwen. Het is niet duidelijk of de dood van zijn vrouw hem verplichtte om zijn taken en ambt neer te leggen, zoals voor de flamen Dialis het geval was.

## Plichten
Op de Larentalia in april goot de flamen Martialis libaties uit ter ere van Acca Larentia, de vrouw van Faustulus, de pleegvader van Rome's tweelingstichters, Romulus en Remus. In het modern historisch onderzoek wordt ervan uitgegaan, hoewel dit nergens expliciet wordt vermeld in de antieke bronnen, dat de flamen Martialis de leiding had over de viering van het equus october, het offeren van een paard aan Mars op het Campus Martius. Daarnaast voerde de flamen Martialis tezamen met de andere twee flamines maiores tijdens het feest voor Fides publica populi Romani rituele handelingen uit.
De flamines maiores waren gebonden aan verscheidene religieuze verboden die een militaire en politieke carrière konden hinderen. In 242 v.Chr. kon bijvoorbeeld de consul Aulus Postumius Albinus geen militair commando opnemen, omdat de pontifex maximus Lucius Caecilius Metellus het verbod voor een flamen Martialis om de stad te verlaten inriep.

## Lijst vanflamines Martiales
Het priesterschap was voor het leven; de opgegeven jaartalen verwijzen naar het jaar waarin deze persoon als flamen Martialis wordt vermeld.
- Aulus Postumius Albinus (consul in 242 v.Chr.), ca. 244 v.Chr.
- Marcus Aemilius Regillus, overleden in 204 v.Chr.
- Lucius Veturius Philo, zijn opvolger in 204 v.Chr.[5]
- Publius Quinctilius Varus, overleden in 169 v.Chr.[6]
- Lucius Postumius Albinus (consul in 154 v.Chr.), opvolger van de vorige in 168 v.Chr. tot aan zijn overlijden tijdens zijn consulaat.[7]
- Lucius Valerius Flaccus (consul in 131 v.Chr.). Hij volgde waarschijnlijk L. Postumius Albinus op in 154 v.Chr.[8]
- Lucius Valerius Flaccus (consul in 100 v.Chr.), zoon en opvolger van de vorige, tevens princeps senatus in 86 v.Chr.
- Lucius Cornelius Lentulus Niger (overleden in 56 v.Chr.?), opvolger van de vorige in 69 v.Chr. en liet zich opmerken door het gedetailleerd verslag van het pontificale diner dat werd gehouden voor zijn inauguratie.[9]
- Gaius Iunius Silanus (consul in 10)[10]